# Dovlatov (film)
Pour plus de détails, voir Fiche technique et Distribution.
Dovlatov (Довлатов) est un film russe réalisé par Alexeï Alexeïevitch Guerman, prévu pour 2018.
C'est un film biographique sur le romancier soviétique Sergueï Dovlatov.
Il est sélectionné en compétition officielle à la Berlinale 2018 où il remporte l'Ours d'argent de la meilleure contribution artistique pour les costumes et décors de Elena Okopnaïa.
En novembre 2018 il est présenté à Paris dans le cadre de la 16e semaine du nouveau cinéma russe. 

## Fiche technique
- Titre original : Довлатов
- Titre français : Dovlatov
- Réalisation : Alexeï Alexeïevitch Guerman
- Costumes et décors : Elena Okopnaïa
- Pays d'origine : Russie
- Format : Couleurs - 35 mm
- Genre : biographie
- Dates de sortie :
  -  Allemagne : 17 février 2018 (Berlinale 2018)
  -  France : 12 septembre 2018

## Distribution
- Milan Marić : Sergueï Dovlatov
- Danila Kozlovski : David
- Helena Sujecka : Elena Dovlatova
- Artur Beztchastni : Joseph Brodsky
- Elena Liadova : jeune éditrice
- Svetlana Khodtchenkova : l'actrice
- Anton Chaguine : le poète Anton Kouznetsov

## Accueil

### Critique
En France, le site Allociné recense une moyenne des critiques presse de 3/5, et des critiques spectateurs à 3,3/5.

## Distinctions

### Récompenses
- Berlinale 2018 : Ours d'argent de la meilleure contribution artistique pour les costumes et décors de Elena Okopnaya.
- 17e cérémonie des Aigles d'or : Aigle d'or de la meilleure actrice dans un second rôle pour Svetlana Khodtchenkova[2].